# 이재명 (성우)
이재명(1943년 6월 27일~2025년 1월 15일)은 대한민국의 성우로, 1971년 서울중앙방송(현 KBS) 성우 공채 제13기 출신이다. 1965년 연극 배우로 활동하다가, 1971년 KBS 성우(공채 13기)로 입사했다.
앞서 언급한 것처럼, KBS 성우 공채 제13기 출신이다. 한국방송 성우극회 소속의 성우이다. 정치인 이재명과는 동명이인이다.
2025년 1월 15일에 폐렴으로 사망하였다. 성우 정성훈이 자신의 X에서 애도를 표했다. 짱구는 못말려 극장판 핸더랜드의 대모험의 악역 중 같은 배역(마카오 역)인 후배 성우 유호한이 1월 7일에 심근경색으로 사망한 지 8일 뒤였다.

## 주요 출연작품

### 애니메이션
- 그린캅스 (KBS) - 스피
- 몽키매직 (KBS) - 천리통
- 우주용사 씽씽캅 (KBS) - 똘똘이 1
- 삐까뽀 친구들 (KBS) - 전축 할아버지 / 청소기
- 벨과 마법의 성 (KBS)
- 정글 모험왕 (KBS) - 아더
- 곰돌이 푸 (90년 더빙판/KBS) - 올빼미
- 곰돌이 푸 (2001년 더빙판/KBS) - 피글렛
- 욕심쟁이 오리 아저씨 (KBS) - 무임
- 마일로의 대모험 (KBS) - 배실이
- 아기공룡 둘리 (KBS) - 고길동 / 코끼리 / 해설(이상한 램프)
- 날아라 슈퍼보드 (KBS) - 스타킹 2 / 메두사 / 소나타의 모델 (1화, 10화)
- 정글북 (KBS) - 카아 / 알렉산더 / 불디오 / 아기곰
- 쥐라기 월드컵 (KBS) - 대포
- 은비 까비의 옛날 옛적에 (KBS) - 지네요괴
- 돌아온 달타냥 (KBS)
- 요술천사 피치 (MBC) - 통통
- 바이오캅 윙고 (MBC) - 빠코
- 꼬꼬리코 돌격대 (SBS)
- 용의 아들 (SBS) - 타프 할아버지
- 롤러왕 파워킹 (SBS) - 검은 문어악당 우두머리
- 드래곤볼 Z (SBS) - 프리저
- 슈퍼그랑죠 (SBS) - 싸이코 박사 / 슈라켄 / 니진스키 박사 / 드라큘라 / 도미노
- 비스트워즈 (VIDEO) - 와스피네이토
- 감바의 모험 (VIDEO) - 시인

### 애니메이션 영화
- 곰돌이 푸 오리지널 클래식 / 티거 무비 - 피글렛
- 붕가부(KBS) - 만두
- 오린의 대모험(SBS) - 아서
- 짱구는 못말려 극장판(VIDEO, SBS) (헨더랜드의 대모험 편) - 마카오
- 토드와 쿠퍼 - 고슴도치
- 101마리 강아지 2: 패치의 런던 대모험 - 제스퍼

### 영화
- 풍운(KBS) - 문호호
- 쥬라기 공원 3(KBS) - 폴 커비(윌리엄 H. 메이시)
- 굿 윌 헌팅(KBS) - 최면술사
- 스타 워즈 에피소드 4: 새로운 희망(KBS) - C-3PO(앤서니 대니얼스)
- 어둠 속의 8일(KBS) - 샘즈
- 크리스마스 캐럴(KBS) - 리조
- 피크닉(KBS)
- 잠망경을 올려라(KBS)
- 사라의 미로여행(SBS)
- 추락한 백만장자(KBS)
- 꼬마돼지 베이브(KBS) - 퍼디난드(대니 만)
- 시암 선셋(KBS) - 베트남
- 왕자와 거지(KBS) - 신하(그레이엄 스타크)
- 에어 포스 원(KBS)
- 취권(SBS) - 황기영(임교)
- 셰인(KBS)
- 이지 라이더(KBS) - 랜처(워렌 피너티)
- 어비스(SBS)
- 미지와의 조우(KBS) - 소령(워렌 J. 켐머링) / 연구원
- 인디아나 존스: 잃어버린 성궤를 찾아서(KBS) - 머스그로브(돈 펠로우즈)
- 미드나이트 런(KBS)
- 용형호제 2(KBS) - 호텔 주인(켄 스미스)
- 인터폴 특명(SBS) - 프란시스코 (제임스 와일)
- 하이디(KBS) - 클라라의 아빠(에른스트 슈뢰더) / 마을 주민(마이클 야니시)
- 아스테릭스(KBS) - 아즈카노닉스(사이먼 베리에)
- 에딘버러시의 영웅(KBS) - 브라운(앨런 웹)
- 스미스씨 워싱턴에 가다(KBS) - 하퍼(가이 키비)
- 내 이름은 던스턴 (KBS) - 러트리지(루퍼트 에버릿)
- 천국의 열쇠 (KBS) - 차대인(레너드 스트롱)
- 의적 실버브레이드 (SBS) - 찰스 2세(마이클 요크)
- 제니의 초상 (KBS) - 콥 선장(클렘 베번스) / 선원(로버트 더들리)

### 외화
- 말괄량이 삐삐 (KBS)
- 스필버그의 어메이징 스토리 (KBS)

### 방송
- 핌블핌블(KBS) - 굴리
- 인형 보물섬(KBS) - 리초

### 게임
- 아크 더 래드 - 정령의 황혼(SCEK) - 지크벡

## 가족 관계
- 배우자:이경애
  - 딸: 이혜원, 이혜성, 이혜인
    - 사위: 유근웅, 윤광수
    - 손주: 유하준, 윤시후, 윤시완